# Isabela z Urgellu (1071)
Isabela z Urgellu (Isabel d'Urchel; ? – 1071) byla aragonskou královnou. Narodila se jako jediná dcera hraběte Ermengola III. z Urgellu a jeho první manželky Adély z Besalú.

## Život
V roce 1065 se Isabela provdala za krále Sancha Ramíreze. V roce 1070 se rozvedli a oba bývalí manželé uzavřeli nové manželství.
Isabela roku 1068 Sanchovi porodila syna Petra, který zdědil aragonský trůn po otci a stal se králem Petrem I.
Isabela se v roce 1071 znovu provdala za Viléma I., hraběte z Cerdanye, a Sancho se v roce 1076 oženil s Felicií z Roucy, která mu porodila další dva syny, kteří se stali dědici Petra I. – Alfonsa I. a Ramira II.